# Liste der Kulturdenkmale in Wormeldingen
In der Liste der Kulturdenkmale in Wormeldingen sind alle Kulturdenkmale der luxemburgischen Gemeinde Wormeldingen aufgeführt (Stand: 15. Juli 2025).

## Kulturdenkmale nach Ortsteil

### Ahn
| Bild           | Bezeichnung      | Lage                 | Beschreibung | Stufe | Eingetragen seit   |
| -------------- | ---------------- | -------------------- | ------------ | ----- | ------------------ |
| Weitere Bilder | Kirche Ste-Croix | rue Aly Duhr (Karte) |              | PCN   | 23. September 2020 |
| Wohnhaus       | Wohnhaus         | 2, Grand-Rue (Karte) |              | IS    | 10. Juli 1985      |

### Ehnen
| Bild                                                                            | Bezeichnung                                                                     | Lage                          | Beschreibung | Stufe | Eingetragen seit   |
| ------------------------------------------------------------------------------- | ------------------------------------------------------------------------------- | ----------------------------- | --- | ----- | ------------------ |
| Weitere Bilder                                                                  | Gebäude                                                                         | 8, Casinogaass (Karte)        | | PCN   | 1. Dezember 2006   |
| Landschaftsgarten mit Pavillon aus dem 18. Jahrhundert                          | Landschaftsgarten mit Pavillon aus dem 18. Jahrhundert                          | route du Vin (Karte)          | | PCN   | 18. Mai 2007       |
| Gebäude                                                                         | Gebäude                                                                         | 6, Casinogaass (Karte)        | | PCN   | 26. Oktober 2007   |
| Gebäude                                                                         | Gebäude                                                                         | 4, Casinogaass (Karte)        | | PCN   | 26. Oktober 2007   |
| Gebäudeensemble                                                                 | Gebäudeensemble                                                                 | 2, Millewee (Karte)           | | PCN   | 30. Juni 2017      |
| Gebäudekomplex des „Centre mosellan“ mit „Maison Würth“ und „Maison Schengtgen“ | Gebäudekomplex des „Centre mosellan“ mit „Maison Würth“ und „Maison Schengtgen“ | 111–113, route du Vin (Karte) | Das ehemalige Weingut war mehrere Jahrhunderte im Besitz der Familie Wellenstein war, die dort von 1585 bis 1914 Wein produzierten. Das Hauptgebäude wurden in den Jahren 1686, 1731, 1750 und 1866 erweitert und um weitere Gebäude ergänzt. Im Jahr 1914 ging das Unternehmen in Konkurs, zwei Jahre später verkaufte es die Familie an die Notarfamilie Würth. Bis Mitte der 1930er Jahre wurde dort noch Wein produziert, danach lebten einige Mitglieder der Familie Würth dort bis 1964. Im Januar 1974 kaufte der Staat das Gebäude und eröffnete nach der Renovierung am 20. September 1979 ein Weinmuseum. Dieses wurde 2021 geschlossen und soll ab 2024 mit neuem Konzept als „Centre mosellan“ betrieben werden. | PCN   | 2. März 2018       |
| Gebäude                                                                         | Gebäude                                                                         | 7, rue Clas von Ehnen (Karte) | | PCN   | 7. Februar 2020    |
| Weitere Bilder                                                                  | Kirche St-Roch                                                                  | rue Clas von Ehnen (Karte)    | Ältester Teilt er Rochuskirche ist der aus dem Mittelalter stammende Turm. Die Kirche selbst wurde 1826 als kreisrunder Bau nach Plänen des belgischen Architekten Spaack errichtet. In den Nischen über dem Altar befinden sich Gemälde von Gustave Zanter aus den 1950er Jahren. Über dem Hauptaltar hängt ein Kruzifix aus der Werkstatt des Greeff von Altwis aus dem 18. Jahrhundert. | PCN   | 23. September 2020 |
| Winzerhof                                                                       | Winzerhof                                                                       | 19, an den Aessen (Karte)     | | IS    | 8. Dezember 2010   |
| Weinberg von Nikolaus Hein                                                      | Weinberg von Nikolaus Hein                                                      | Am Aker/Wousselt (Karte)      | | IS    | 8. April 2016      |

### Machtum
| Bild           | Bezeichnung      | Lage                  | Beschreibung | Stufe | Eingetragen seit   |
| -------------- | ---------------- | --------------------- | --- | ----- | ------------------ |
| Weitere Bilder | Kirche St-Joseph | rue de Canach (Karte) | Eine erste Holzkapelle wurde im Ort um 1000 erbaut und war dem Heiligen Dagobert geweiht. Diese wurde 1755 durch eine zweite Kapelleaus Stein ersetzt. In den Jahren 1907 bis 1909 wurde die jetzige Kirche im Stil des Historismus mit gotischen und romanischen Elementen an der Stelle der alten „Dagobertkirche“ errichtet. Den Zweiten Weltkrieg Übertand das Gebäude weitgehend unversehrt, nur die Kirchenfenster wurden zerstört. Zur Ausstattung gehört eine Pieta aus Kalkstein (um 1720) und eine barocke Kanzel von 1758. Das einschiffe Langhaus wird von einem eingezogenen Rechteckchor abgeschlossen. Auffällige steinsichtige Strebepfeiler gliedern den Putzbau außen. | PCN   | 23. September 2020 |

### Wormeldingen
| Bild                                  | Bezeichnung                           | Lage                        | Beschreibung | Stufe | Eingetragen seit   |
| ------------------------------------- | ------------------------------------- | --------------------------- | ------------ | ----- | ------------------ |
| Gebäude                               | Gebäude                               | 178, rue Principale (Karte) |              | PCN   | 28. November 2008  |
| Weitere Bilder                        | Kirche St-Jean-Baptiste               | rue de l’Église (Karte)     |              | PCN   | 23. September 2020 |
| Gebäude                               | Gebäude                               | 43, rue Principale (Karte)  |              | PCN   | 23. Oktober 2020   |
| Gebäude                               | Gebäude                               | 93, route du Vin (Karte)    |              | IS    | 5. Februar 2007    |
| Hauptgebäude der Winzergenossenschaft | Hauptgebäude der Winzergenossenschaft | 115, Wäistrooss (Karte)     |              | IS    | 13. März 2013      |

### Oberwormeldingen
| Bild                 | Bezeichnung          | Lage                            | Beschreibung | Stufe | Eingetragen seit   |
| -------------------- | -------------------- | ------------------------------- | --- | ----- | ------------------ |
| Weitere Bilder       | Kirche St-Wendelin   | Wengertswee/Kreitzgaass (Karte) | Das genaue Erbauungsdatum der Kirche ist unbekannt, erstmals erwähnt wird eine Kapelle an dieser Stelle in einem Bericht aus dem Jahr 1738, der die Kirche auf 1734 datiert. Im Jahr 1842 wurde die Kapelle vergrößert, 1865 wurde daneben ein Pfarrhaus errichtet. 1930 wurde der Boden und das Eingangstor erneuert, eine Wandverkleidung und sechs neue Fenster eingesetzt. Anfang Oktober 1944 wurde die Wendelinuskapelle von Brandbomben zerstört. Der Bau einer neuen Kapelle begann am 7. Oktober 1948 nach den Plänen der Architekten Reuter und Loschetter und wurde 1950 abgeschlossen. In den Jahren 1951 bis 1953 schuf der Künstler Edmond Goergen wunderschöne Fresken über dem Altar und im Kirchenschiff. Der einfache dreiachsige Saalbau mit Dachreiter wird über einen Portikus mit vier Säulen betreten. | PCN   | 23. September 2020 |
| Gebäude              | Gebäude              | 31, Hiel (Karte)                | | PCN   | 16. April 2021     |
| ehemaliger Bauernhof | ehemaliger Bauernhof | 11, Kräizgaass (Karte)          | | PCN   | 27. Januar 2023    |

Legende: PCN – Immeubles et objets bénéficiant des effets de classement comme patrimoine culturel national; IS – Immeubles et objets inscrits à l’inventaire supplémentaire

## Quelle
- Liste des immeubles et objets beneficiant d’une protection nationales, Nationales Institut für das gebaute Erbe, Fassung vom 12. September 2022, S. 139 f. (PDF)